# Лобанов, Игорь Иванович
Игорь Иванович Лобанов (27 января 1919, пос. Верещагино, Оханский уезд, Пермская губерния, РСФСР — 31 мая 1999, Екатеринбург) — советский турбиностроитель, лауреат Ленинской премии 1966 года.

## Биография
Призван в РККА в 1939 году Орджоникидзевским РВК г. Свердловска.
Участник Великой Отечественной войны, старший сержант. Воевал в составе 28 исапбр. Награждён орденом Отечественной войны II степени (06.04.1985) и медалью «За боевые заслуги» (03.06.1945).
Окончил Свердловский машиностроительный техникум по специальности «техник-технолог» (1948) и в 1953 — Всесоюзный заочный машиностроительный институт (инженер-механик).
В 1948—1979 работал на Уральском турбомоторном заводе: мастер, начальник бюро сборки турбин, заместитель главного технолога, в 1973—1979 главный технолог.
Лауреат Ленинской премии (1966) — за участие в разработке технологии серийного производства турбин Т 100—130.
Почетный работник Минэнергомаша (1979). Награждён орденом Отечественной войны II степени, медалями.
С 1979 года на пенсии.
Скончался 31 мая 1999 года в Екатеринбурге. Похоронен на Северном кладбище.